# Томас фон Прайзинг
Томас фон Прайзинг (на немски: Thomas von Preysing; † сл. 1396) е благородник от старата баварска фамилия фон Прайзинг.

## Фамилия
Томас фон Прайзинг се жени пр. 13 ноември 1396 г. за Анна фон Гунделфинген († сл. 1396), дъщеря на Свигер фон Гунделфинген-Еренфелс († 1421) и Елизабет фон Щайн-Хилполтщайн († 1398), дъщеря на Хилполт III фон Щайн († 1379/1380) и Маргарета фон Зефелд († 1371). Те имат дъщеря:
- Барбара фон Прайзинг († сл. 1450), омъжена 1422 г. за Вилхелм III фон Тьоринг, господар на Жетенбах († сл. 1442)